# Idaea seitunensis
Idaea seitunensis là một loài bướm đêm trong họ Geometridae.